# 'Round Midnight (Thelonious Monk)
 'Round Midnight is een van de bekendste jazzstandards. Het werd geschreven door Thelonious Monk. De stijl kan worden omschreven als ballad. Het nummer staat ook bekend onder de titels 'Round about midnight, Grande Finale of The night that Monk returned to heaven.
Het nummer werd voor het eerst opgenomen door Cootie Williams and His Orchestra in 1944. Hoewel Williams niet als componist bijdroeg aan het nummer, werd hem wel deze eer toegekend. Later voegde Bernie Hanighen er ook tekst aan toe, waardoor Thelonious Monk zijn royalty's met twee anderen moest delen. Robert Craft schreef later weer een andere tekst en noemde deze nieuwe versie The night that Monk returned to heaven.
In 1946 voegde Dizzy Gillespie een deel aan het nummer toe, dat Monk in een gewijzigde versie overnam. Monk zelf nam het nummer voor het eerst op in 1947.
De versie van Miles Davis, op het album 'Round About Midnight (1956), is wellicht nog bekender dan het origineel. Het nummer werd eveneens gespeeld door onder meer Chet Baker, Art Pepper, Dizzy Gillespie, Charles Brown, Marcus Roberts en Tommy Flanagan.